# 천성 (서하)
천성(天盛)은 서하 인종(西夏 仁宗) 이인효(李仁孝)의 치세에 쓰던 연호이다.

## 연대 대조표
| 천성        | 원년            | 2년             | 3년             | 4년             | 5년             | 6년             | 7년             | 8년             | 9년             | 10년            |
| 서기 (西紀) | 1149년          | 1150년          | 1151년          | 1152년          | 1153년          | 1154년          | 1155년          | 1156년          | 1157년          | 1158년          |
| 간지 (干支) | 기사(己巳)      | 경오(庚午)      | 신미(辛未)      | 임신(壬申)      | 계유(癸酉)      | 갑술(甲戌)      | 을해(乙亥)      | 병자(丙子)      | 정축(丁丑)      | 무인(戊寅)      |
| 남송 (南宋) | 소흥(紹興) 19년 | 소흥(紹興) 20년 | 소흥(紹興) 21년 | 소흥(紹興) 22년 | 소흥(紹興) 23년 | 소흥(紹興) 24년 | 소흥(紹興) 25년 | 소흥(紹興) 26년 | 소흥(紹興) 27년 | 소흥(紹興) 28년 |
| 천성        | 11년            | 12년            | 13년            | 14년            | 15년            | 16년            | 17년            | 18년            | 19년            | 20년            |
| 서기 (西紀) | 1159년          | 1160년          | 1161년          | 1162년          | 1163년          | 1164년          | 1165년          | 1166년          | 1167년          | 1168년          |
| 간지 (干支) | 기묘(己卯)      | 경진(庚辰)      | 신사(辛巳)      | 임오(壬午)      | 계미(癸未)      | 갑신(甲申)      | 을유(乙酉)      | 병술(丙戌)      | 정해(丁亥)      | 무자(戊子)      |
| 남송 (南宋) | 소흥(紹興) 29년 | 소흥(紹興) 30년 | 소흥(紹興) 31년 | 소흥(紹興) 32년 | 융흥(隆興) 원년 | 융흥(隆興) 2년  | 건도(乾道) 원년 | 건도(乾道) 2년  | 건도(乾道) 3년  | 건도(乾道) 4년  |
| 천성        | 21년            |                 |                 |                 |                 |                 |                 |                 |                 |                 |
| 서기 (西紀) | 1169년          |                 |                 |                 |                 |                 |                 |                 |                 |                 |
| 간지 (干支) | 기축(己丑)      |                 |                 |                 |                 |                 |                 |                 |                 |                 |
| 남송 (南宋) | 건도(乾道) 5년  |                 |                 |                 |                 |                 |                 |                 |                 |                 |

## 동시대 연호
| 이전 연호 인경(人慶) | 중국의 연호 서하(西夏) | 다음 연호 건우(乾祐) |